# Liste der Biografien/Hie
Liste der Biografien |
Portal Biografien |
Personensuche
# |
A |
B |
C |
D |
E |
F |
G |
H |
I |
J |
K |
L |
M |
N |
O |
P |
Q |
R |
S |
T |
U |
V |
W |
X |
Y |
Z |
?
 
Ha |
Hd |
He |
Hi |
Hj |
Hk |
Hl |
Hm |
Hn |
Ho |
Hr |
Hs |
Ht |
Hu |
Hv |
Hw |
Hy
 
Hia |
Hib |
Hic |
Hid |
Hie |
Hif |
Hig |
Hih |
Hii |
Hij |
Hik |
Hil |
Him |
Hin |
Hio |
Hip |
Hir |
His |
Hit |
Hiv |
Hiw |
Hix |
Hiy |
Hiz
Die Liste der Biografien führt alle Personen auf, die in der deutschsprachigen Wikipedia einen Artikel haben. Dieses ist eine Teilliste mit 309 Einträgen von Personen, deren Namen mit den Buchstaben „Hie“ beginnt.

## Hie
- Hie, Miriam (* 1978), österreichische Moderatorin und SchauspielerinMiriam Hie (* 1978)

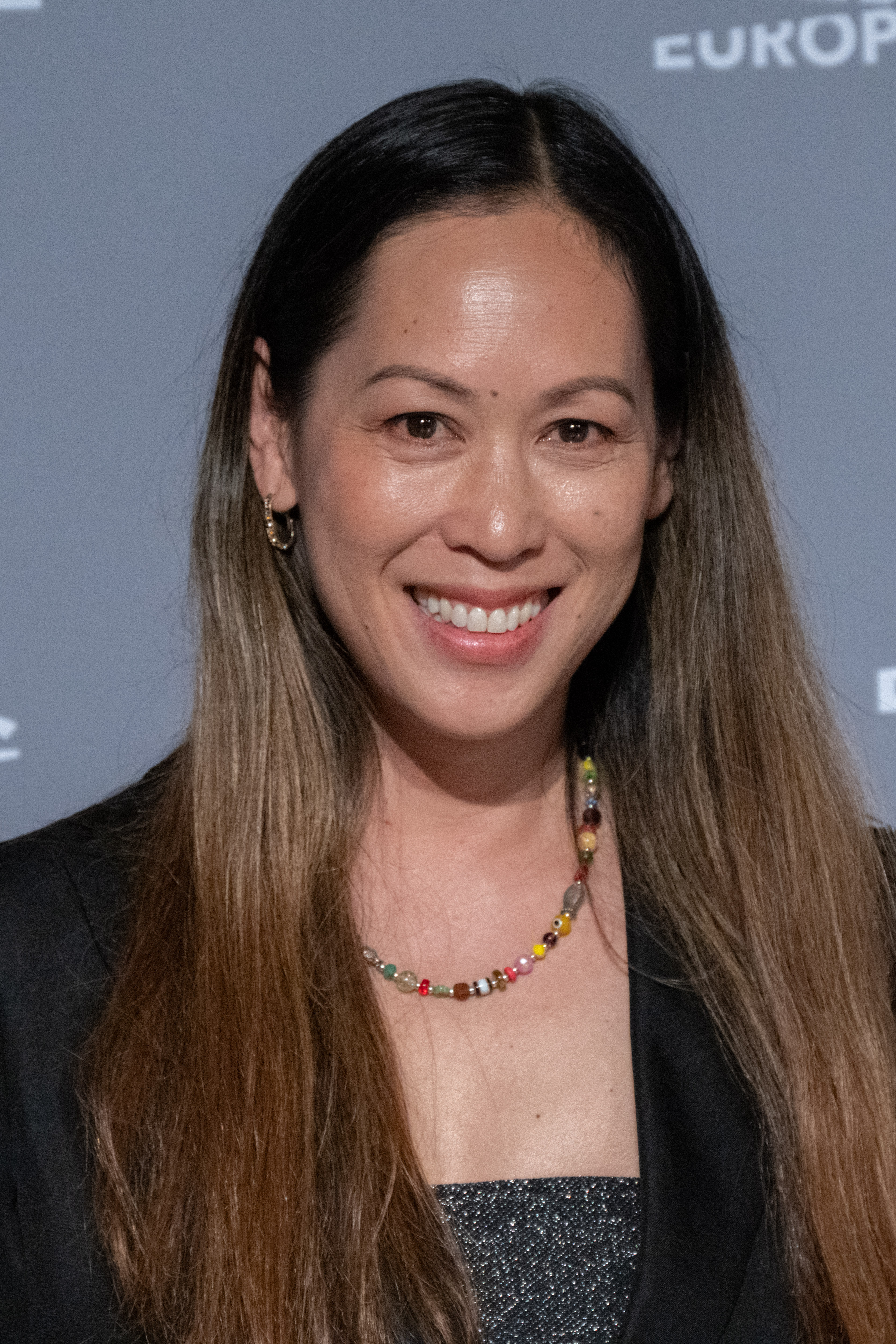
Miriam Hie (* 1978)

### Hieb
- Hieb, Georg († 1924), Opernsänger (Bass) und Theaterschauspieler
- Hieb, Richard (* 1955), US-amerikanischer Astronaut
- Hiebel, Friedrich (1903–1989), österreichischer Germanist, Anthroposoph, Publizist und Schriftsteller
- Hiebel, Hans Helmut (* 1941), deutscher Germanist und Hochschullehrer, Professor für Neuere Deutsche Literatur
- Hiebel, Johann (1681–1755), deutscher Maler und Freskant
- Hiebeler, Jakob, deutscher Maler
- Hiebeler, Toni (1930–1984), österreichischer Fotograf, Bergsteiger, Publizist
- Hiebendaal, Coenraad (1879–1921), niederländischer Ruderer
- Hieber von Greifenfels, Placidus (1615–1678), österreichischer Benediktiner-Abt und Politiker
- Hieber, Adolf (1898–1977), deutscher Musikverleger, Zweiter Bürgermeister der Stadt München
- Hieber, Augustinus (1886–1968), katholischer Pfarrer, bischöflicher Kommissär
- Hieber, Bernhard (* 1968), deutscher Kommunalpolitiker (SPD)
- Hieber, Frank (* 1957), deutscher Musiker
- Hieber, Gelasius (1671–1731), deutscher Augustiner-Eremit und Prediger
- Hieber, Günther (* 1948), deutscher Rechtsanwalt, Präsident des Bundesverbands der Selbständigen
- Hieber, Jochen (* 1951), deutscher Journalist und Sachbuchautor
- Hieber, Johannes von (1862–1951), deutscher Politiker (DP, DDP), MdR und Staatspräsident in Württemberg
- Hieber, Jörg (* 1938), deutscher Einzelhandelsunternehmer, ehemaliger Aufsichtsratsvorsitzender der Edeka AG
- Hieber, Karlmann (1812–1868), salzburgischer römisch-katholischer Geistlicher
- Hieber, Lutz (* 1944), deutscher Soziologe
- Hieber, Matthias, deutscher Mathematiker
- Hieber, Max (1852–1914), deutscher Geiger, bayerischer Hofmusiker und Professor
- Hieber, Max (1856–1913), deutscher Musikverleger und Musikalienhändler
- Hieber, Otto (1840–1929), deutscher Freimaurer
- Hieber, Walter (1895–1976), deutscher Chemiker
- Hieber, Wolfgang (* 1944), deutscher Autor
- Hiebert, Erwin (1919–2012), kanadisch-amerikanischer Wissenschaftshistoriker
- Hiebert, Janet (* 1960), kanadische Politikwissenschaftlerin
- Hiebert, Kyle (* 1997), kanadischer Fußballspieler
- Hiebert, Xenia (* 1998), paraguayische Leichtathletin
- Hiebing, Bernd-Carsten (* 1951), deutscher Politiker (CDU) und Mitglied des niedersächsischen Landtags
- Hiebing, Maria Anna (* 1953), deutsche Politikerin (CDU), MdB
- Hiebl, Bernhard (* 1971), österreichischer Triathlet
- Hieble, Johann (1910–1945), deutscher Skilangläufer
- Hiebler, Heinz (* 1967), deutscher Literaturwissenschaftler
- Hiebler, Sabine (* 1963), österreichische Filmemacherin
- Hieblinger, Inge (1928–2007), deutsche Juristin, Mitglied der Volkskammer, Kandidatin des ZK der SED
- Hieblinger, Irmtraut (1928–1997), österreichische Dichterin
- Hieblinger, Mario (* 1977), österreichischer Fußballspieler und -trainer
- Hieblinger, Rudolf (1924–2009), deutscher Jurist
- Hiebner, Armand (1898–1990), Schweizer Chorleiter und Organist
- Hiebsch, Herbert (1905–1948), deutsch-tschechischer Musikwissenschaftler und nationalsozialistischer Musikfunktionär

### Hiec
- Hiecke, Robert (1876–1952), deutscher Denkmalpfleger
- Hiecke, Robert Heinrich (1805–1861), deutscher Lehrer

### Hied
- Hieda no Are, japanischer Erzähler
- Hieden-Sommer, Helga (1934–2025), österreichische Soziologin und Politikerin (SPÖ), Abgeordnete zum Nationalrat, Mitglied des Bundesrates
- Hiedilda, fränkische Adelige
- Hiedler, Hans (1898–1941), österreichischer Politiker (NSDAP), MdR und SS-Führer
- Hiedler, Ida (1867–1932), österreichische Opernsängerin

### Hief
- Hiefinger, Oliver (* 1967), deutscher Schauspieler und Requisiteur

### Hieg
- Hiege, Ferdinand († 1981), deutscher NS-Landwirtschaftsfunktionär, SS-Offizier, Statthalter Heinrich Himmlers im Reichslandwirtschaftsministerium, Stabschef des Reichskommissars für die Festigung deutschen Volkstums
- Hiegel, Catherine (* 1946), französische Schauspielerin
- Hiegel, Hans Robert (* 1954), deutscher Architekt
- Hiegell, Johann Kraft (1658–1736), deutscher Hochschullehrer, Arzt, Archäologe, Sammler und Autor
- Hiegelsberger, Maximilian (* 1965), österreichischer Politiker (ÖVP)
- Hiegemann, Raimund (* 1957), deutscher Fußballspieler

### Hieh
- Hiehle, Joachim (1926–2024), deutscher Jurist und Verwaltungsbeamter

### Hiek
- Hiek, Valery (* 1981), kamerunischer Fußballspieler
- Hieke, Andreas (* 1966), deutscher Fernsehjournalist und MedientrainerAndreas Hieke (* 1966)

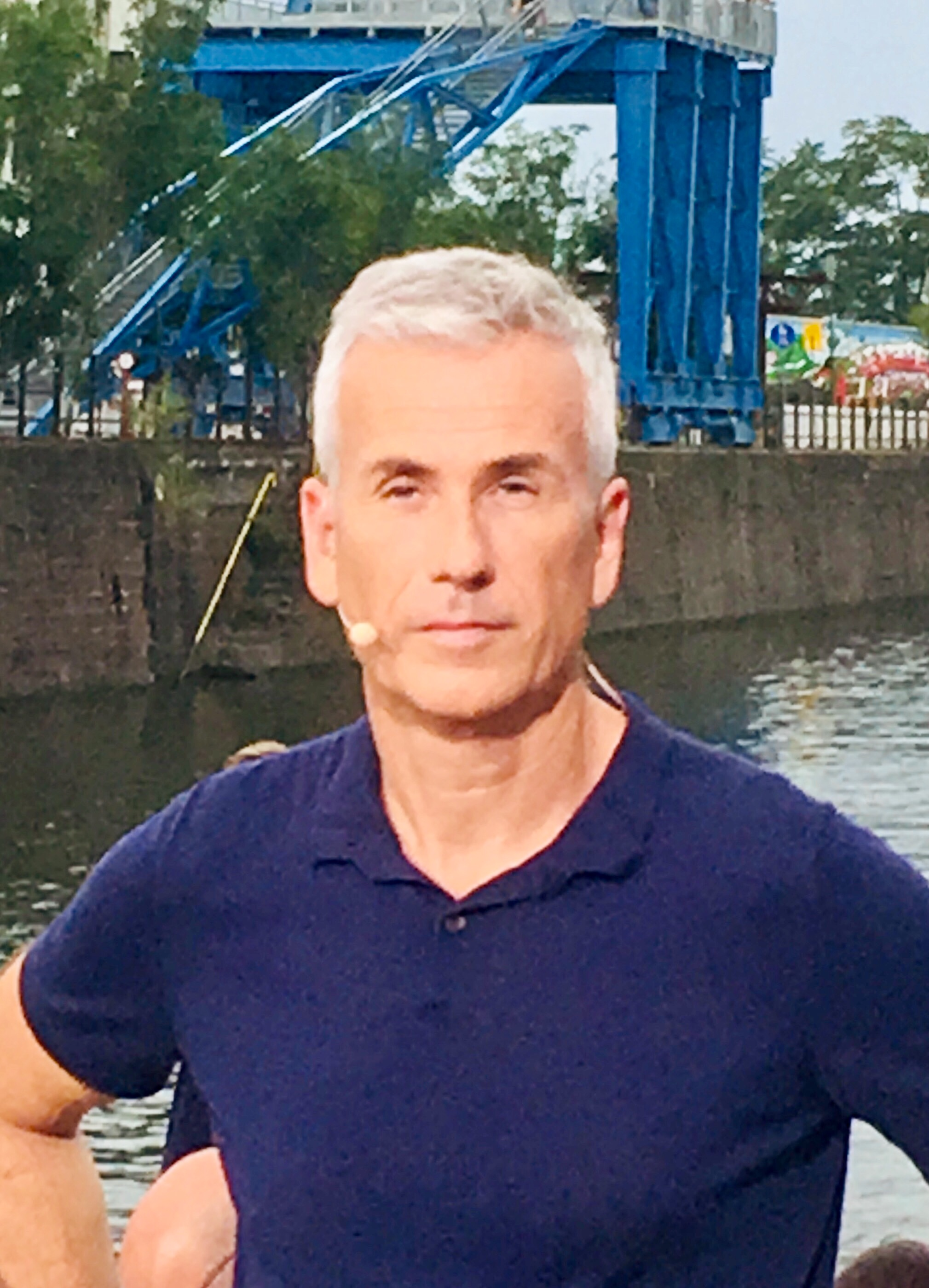
Andreas Hieke (* 1966)

- Hieke, František (1893–1984), tschechoslowakischer Oberst und Widerstandskämpfer
- Hieke, Fritz (1930–2015), deutscher Zoologe
- Hieke, Maja (* 1997), deutsche Schauspielerin
- Hieke, Thomas (* 1968), deutscher römisch-katholischer Theologe
- Hiekel, Isabell (* 1963), deutsche Politikerin (Bündnis 90/Die Grünen)
- Hiekel, Jörn Peter (* 1963), deutscher Musikwissenschaftler
- Hiekisch, Carl (1840–1901), deutscher Geograph und Ethnologe
- Hiekkanen, Pasi (* 1977), finnischer Bandy- und Fußballtorhüter
- Hiekkapelto, Kati (* 1970), finnische Schriftstellerin
- Hiekmann, Stefanie (* 1990), deutsche Foodjournalistin und KochbuchautorinStefanie Hiekmann (* 1990)

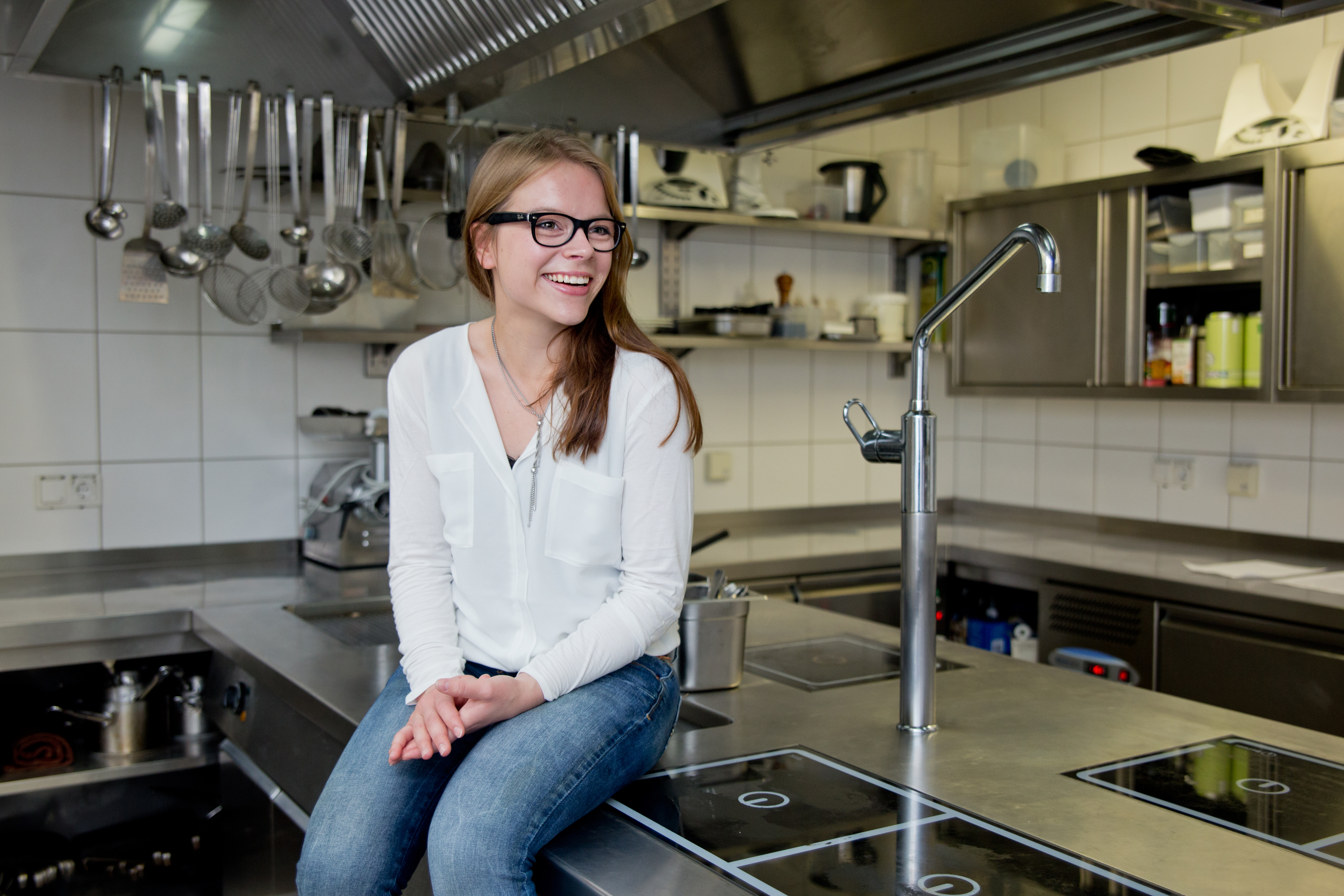
Stefanie Hiekmann (* 1990)

- Hiekmann, Torsten (* 1980), deutscher Radrennfahrer

### Hiel
- Hiel, Emanuel (1834–1899), flämischer Dichter
- Hiel, Lorenz († 1566), deutscher Mediziner und Botaniker
- Hield, Buddy (* 1992), bahamaischer Basketballspieler
- Hiele, Joop (* 1958), niederländischer Fußballtorhüter
- Hielkema, Petra (* 1972), niederländische Versicherungsaufseherin
- Hielle, Karl Theodor (1822–1871), deutscher Textilindustrieller
- Hielm, Jonas Anton (1782–1848), norwegischer Jurist und Politiker, Mitglied des Storting
- Hielmcrone, Ulf von (1944–2020), deutscher Jurist, Autor und Politiker (SPD), MdL
- Hielscher, Diane (* 1979), deutsche Hörfunkmoderatorin, Podcasterin, Journalistin und Kommunikations-Coach
- Hielscher, Dirk (* 1962), deutscher Fußballspieler
- Hielscher, Erwin (1898–1971), deutscher Bankkaufmann
- Hielscher, Friedrich (1902–1990), deutscher Publizist, Religionsphilosoph und WiderstandskämpferFriedrich Hielscher (1902–1990)

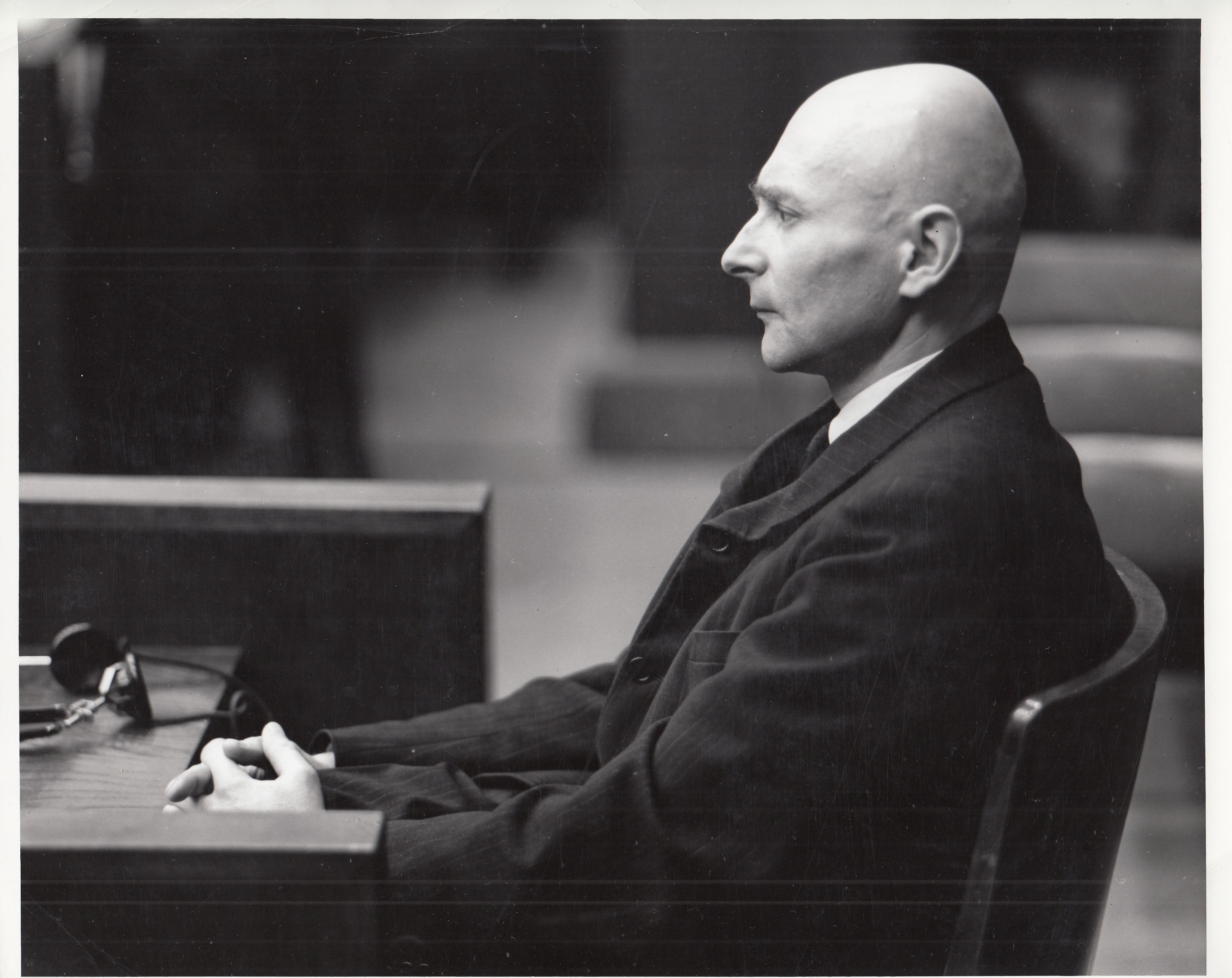
Friedrich Hielscher (1902–1990)

- Hielscher, Günter (* 1947), deutscher Politiker (LDPD, FDP), MdV, MdL
- Hielscher, Hans Uwe (* 1945), deutscher Organist
- Hielscher, Hans-Jürgen (* 1960), deutscher Politiker (FDP), MdL
- Hielscher, Johannes (1871–1945), deutscher Philosoph
- Hielscher, Jonny (* 1983), deutscher Gymnasiallehrer, Regionalhistoriker und Genealoge
- Hielscher, Juliane (* 1963), deutsche Journalistin, Fernsehmoderatorin und Buchautorin
- Hielscher, Kurt (1881–1948), deutscher Fotograf und Lehrer
- Hielscher, Lars (* 1979), deutscher Tischtennisspieler
- Hielscher, Liane (1935–2000), deutsche Schauspielerin
- Hielscher, Margarete (1899–1985), deutsche Ärztin und Euthanasietäterin
- Hielscher, Margot (1919–2017), deutsche Sängerin, Filmschauspielerin und HörspielsprecherinMargot Hielscher (1919–2017)

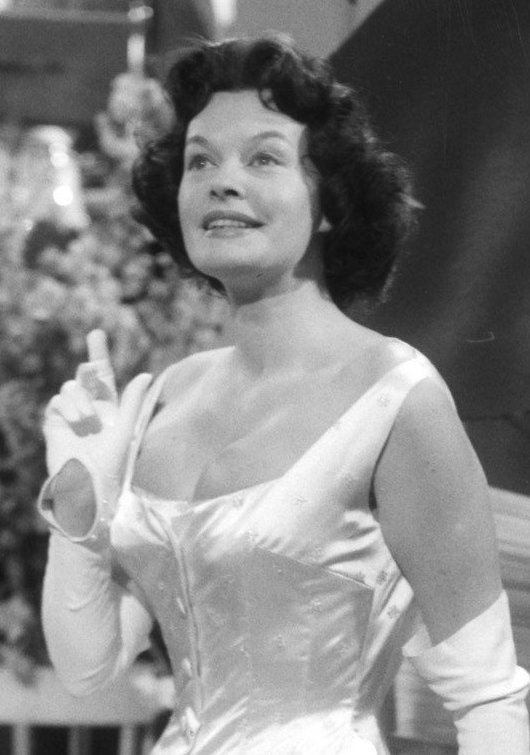
Margot Hielscher (1919–2017)

- Hielscher, Martin (* 1957), deutscher Autor, Kritiker, Übersetzer
- Hielscher, Matze (* 1979), deutscher Unternehmer, Podcaster und Autor
- Hielscher, Ulf (* 1967), deutscher Bobfahrer
- Hielscher, Ulrich (* 1943), deutscher Opernsänger (Bass)
- Hielscher, Willy (1904–1945), deutscher Widerstandskämpfer gegen den Nationalsozialismus
- Hielscher-Panten, Elsa (* 1871), deutsche Dichterin und Politikerin (DNVP), MdL

### Hiem
- Hiemann, Günter (1930–2020), deutscher NVA-Offizier
- Hiemann, Holger (* 1968), deutscher Fußballtorwart
- Hiemann, Louis Heinrich (1857–1939), deutscher Volkskünstler aus dem Erzgebirge
- Hiemann, Milena (* 1997), deutsche Voltigiersportlerin
- Hiemer, Bernd (* 1983), deutscher Motorradrennfahrer
- Hiemer, Eberhard Friedrich (1682–1727), deutscher lutherischer Theologe
- Hiemer, Ernst (1900–1974), deutscher Schriftsteller
- Hiemer, Franz Carl (1768–1822), deutscher Maler, Librettist und Schauspieler
- Hiemer, Heidrun (* 1952), deutsche Kommunalpolitikerin (CDU), Oberbürgermeisterin von Schwarzenberg/Erzgebirge
- Hiemer, Horst (1933–2023), deutscher Schauspieler
- Hiemer, Jörg (* 1958), deutscher Eishockeyspieler
- Hiemer, Leo (* 1954), deutscher Filmregisseur, Filmproduzent und DrehbuchautorLeo Hiemer (* 1954)

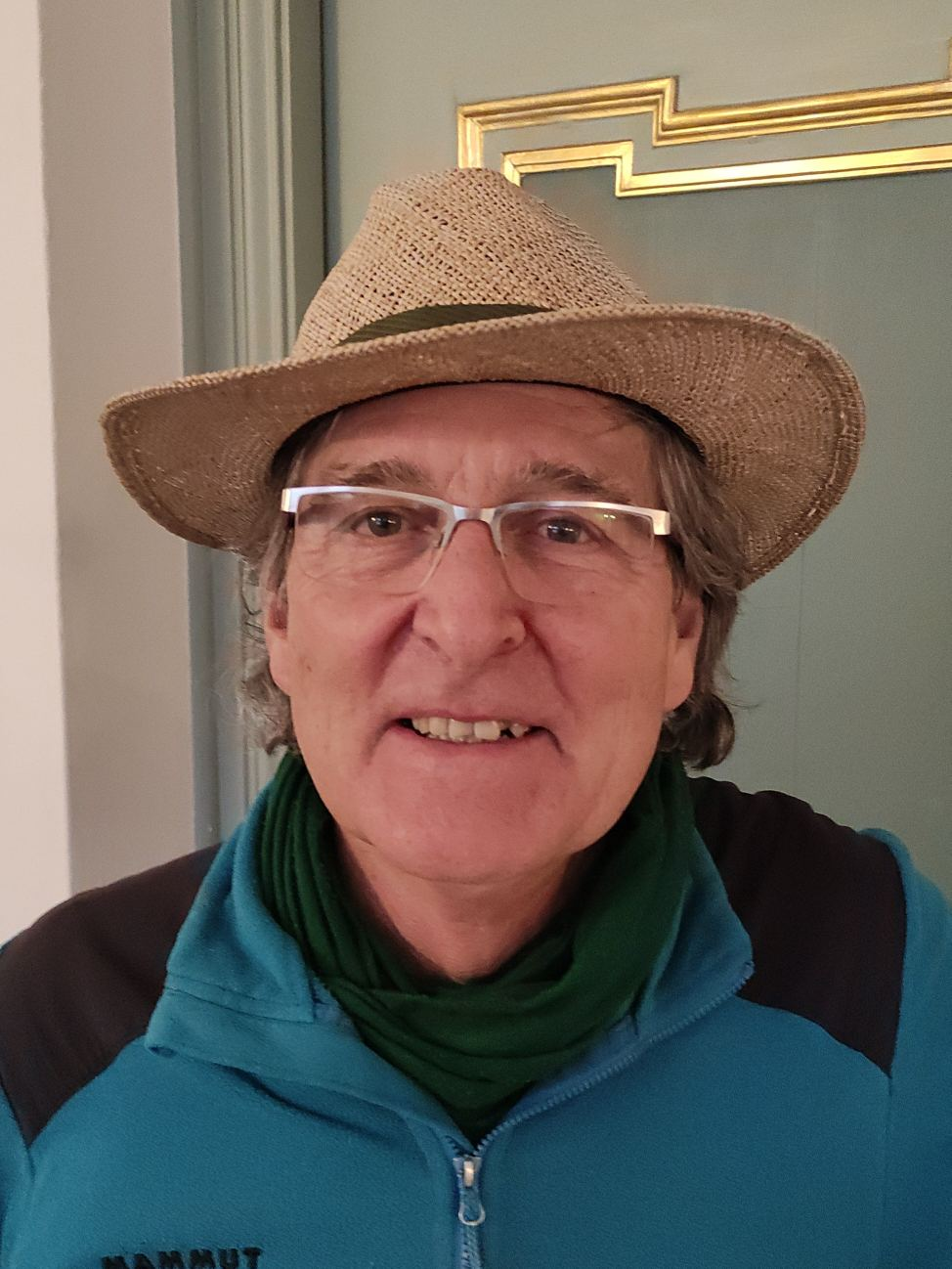
Leo Hiemer (* 1954)

- Hiemer, Manfred (1961–2023), deutscher Rallyebeifahrer
- Hiemer, Manuel (* 1976), deutscher Eishockeyspieler
- Hiemer, Manuel (* 1985), deutscher Fußballspieler
- Hiemer, Uli (* 1962), deutscher Eishockeyspieler
- Hiemesch, Franz (1849–1911), siebenbürgischer Politiker
- Hiemetsberger, Johannes (* 1971), österreichischer Chorleiter und Dirigent
- Hiempsal I. († 117 v. Chr.), König in Numidien
- Hiempsal II., König in Numidien
- Hiemstra, Kai (1938–2015), deutscher Unternehmer
- Hiemstra, Klaske (* 1954), niederländische Schriftstellerin

### Hien
- Hien, Albert (* 1956), deutscher Künstler
- Hien, Eckart (* 1942), deutscher Jurist, ehemaliger Präsident des Bundesverwaltungsgerichts
- Hien, Hans (1905–1984), deutscher katholischer Jurist
- Hien, Isak (* 1999), schwedischer Fußballspieler
- Hien, Jonas (* 1979), deutscher Schauspieler und Theaterregisseur
- Hiền, Nguyễn Đức (* 1925), südvietnamesischer Radrennfahrer
- Hien, Wolfgang (* 1949), deutscher Arbeitswissenschaftler
- Hiendl, Joseph (1887–1960), deutscher Orgelbauer und Möbelhersteller
- Hiendl, Joseph Maria (1737–1796), deutscher Benediktiner; Abt des Klosters Oberalteich
- Hiendl, Klaus (1944–2006), deutscher Möbelunternehmer
- Hieng, Andrej (1925–2000), slowenischer Schriftsteller, Dramatiker, Drehbuchautor und Regisseur
- Hienl-Merre, Franz (1869–1943), deutscher Landschaftsmaler
- Hientzsch, Gottfried (1787–1856), deutscher Musikpädagoge

### Hiep
- Hiệp Hòa (1847–1883), vietnamesischer Kaiser, sechster Kaiser der Nguyễn-Dynastie (1883)
- Hiepe, Sigismund Paul (1770–1845), deutscher Jurist und Politiker
- Hiepe, Theodor (1929–2022), deutscher Tierarzt und Parasitologe
- Hiepel, Claudia (1967–2023), deutsche Historikerin
- Hiepen, René (* 1966), deutscher Moderator, Reporter und ProduzentRené Hiepen (* 1966)

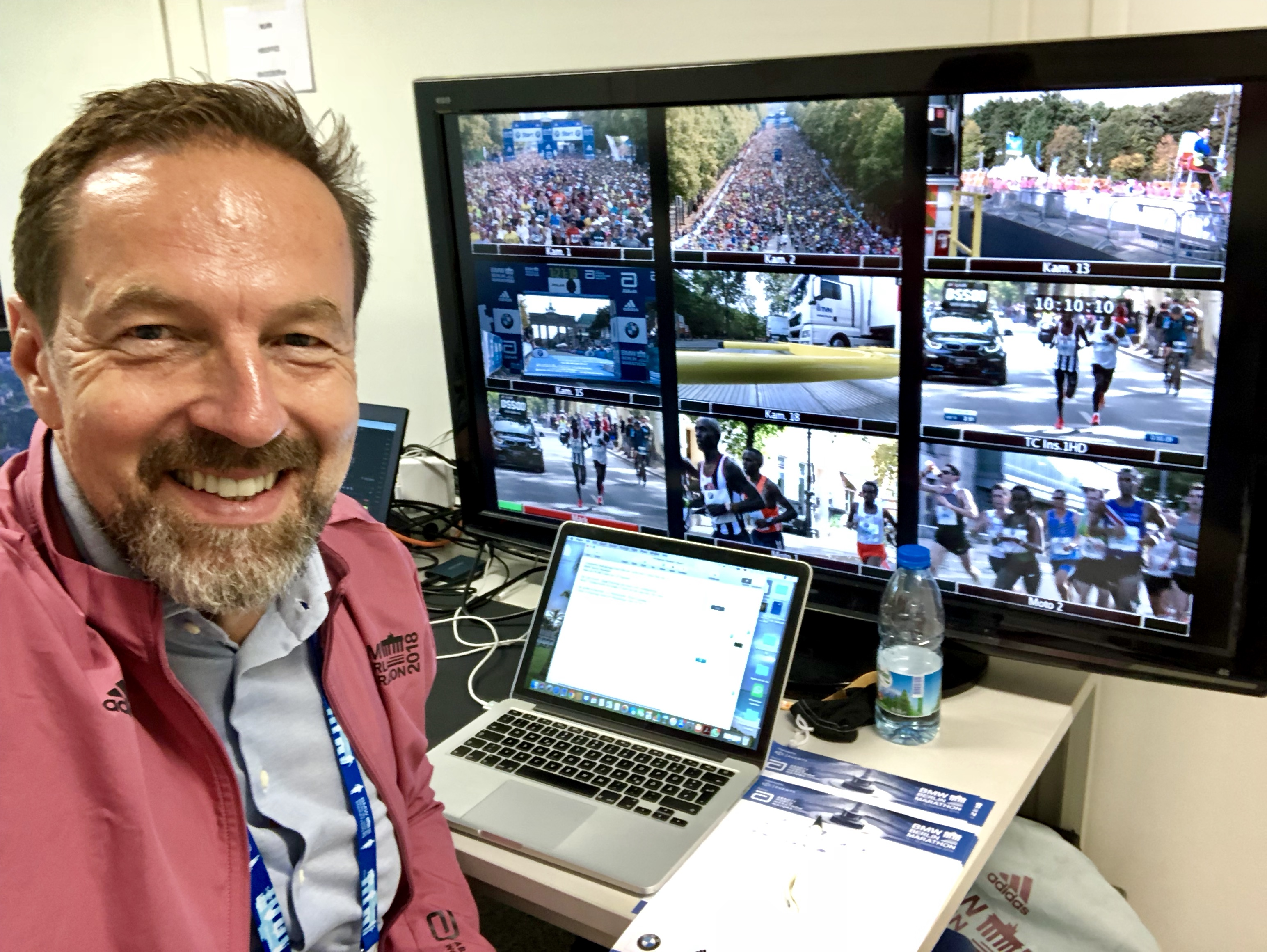
René Hiepen (* 1966)

- Hiepko, Paul (1932–2019), deutscher Botaniker
- Hiepler, Esther (* 1966), deutsche Medien- und Installationskünstlerin, Kunstlehrerin

### Hier
- Hier, Marvin (* 1939), US-amerikanischer Gründer des Simon Wiesenthal Center
- Hierakas, frühchristlicher ägyptischer Gelehrter
- Hierax, antiker griechischer Philosoph
- Hiergeist, Teresa (* 1984), deutsche Romanistin
- Hierhammer, Heinrich (1857–1936), österreichischer Politiker
- Hierhold, Emil (* 1944), österreichischer Präsentations- und Rhetoriktrainer
- Hierholzer, Babette (* 1957), deutschamerikanische Pianistin
- Hierholzer, Carl (1840–1871), deutscher Mathematiker
- Hierholzer, Günther (* 1933), deutscher Mediziner
- Hierholzer, Klaus (1929–2007), deutscher Arzt und Physiologe
- Hierholzer, Stefan (* 1985), deutscher Lehrer, Erzieher, heilpraktischer Psychotherapeut, Fachbuchautor und Sexualpädagoge, sowie Träger des deutschen Lehrerpreises
- Hierl, Carl (1911–2003), deutscher Geschäftsmann und Ehrenbürger der Gemeinde Taufkirchen
- Hierl, Ernst (1880–1981), deutscher Lehrer und Politiker (USPD)
- Hierl, Johann Baptist (1856–1936), deutscher Geistlicher, Weihbischof in Regensburg
- Hierl, Johann Evangelist (1756–1831), deutscher Unternehmer
- Hierl, Josef (* 1805), deutscher Unternehmer
- Hierl, Josef (1942–2018), deutscher Politiker (CSU)
- Hierl, Konstantin (1875–1955), deutscher Offizier, Politiker (NSDAP), MdRKonstantin Hierl (1875–1955)

Konstantin Hierl (1875–1955)

- Hierl, Michael (1868–1933), deutscher Politiker (SPD), MdR
- Hierl, Rudolf (1921–2010), deutscher Kommunalpolitiker (CSU)
- Hierl, Rudolf (* 1958), deutscher Architekt, Stadtplaner und Hochschullehrer
- Hierl, Susanne (* 1973), deutsche Politikerin (CSU), MdB
- Hierl-Deronco, Otto (1859–1935), deutscher Maler und Hochschullehrer
- Hierländer, Stefan (* 1991), österreichischer Fußballspieler
- Hierländer, Viktor (1900–1981), österreichischer Fußballspieler und -trainer
- Hierlemann, Andreas (* 1964), deutscher Chemiker
- Hiermann, Franz, österreichischer Skisportler
- Hiermann, Ludwig (1897–1962), österreichischer Politiker (SPÖ), Landtagsabgeordneter, Mitglied des Bundesrates
- Hiermann, Melanie (* 1986), deutsche Schauspielerin und Schriftstellerin
- Hiermeier, Heinrich (1907–1940), deutscher NS-Verfolgter
- Hiermeyer, Jan (1929–2014), Schweizer Sportreporter und Fernsehmoderator
- Hierneis, Christian (* 1963), deutscher Politiker (Bündnis 90/Die Grünen), MdL
- Hierneis, Theodor (1868–1953), deutscher Koch und Hoflieferant
- Hierner, Franz Kaspar, Anführer des bayerischen Volksaufstandes
- Hiernickel, Lydia (* 1996), Schweizer Skilangläuferin und Biathletin
- Hiernle, Franz (1726–1773), böhmischer Bildhauer und Bildschnitzer des Barock
- Hiernle, Franz Matthias (* 1677), deutscher Barock-Bildhauer
- Hiernle, Karl Joseph, böhmischer Bildhauer des Barock
- Hierocles († 222), Wagenlenker und Geliebter des römischen Kaisers Elagabal
- Hierokles, antiker Philosoph, Stoiker
- Hierokles, byzantinischer Grammatiker und Geograf
- Hierokles von Alexandria, spätantiker Neuplatoniker
- Hierold, Alfred E. (* 1941), deutscher katholischer Geistlicher, Theologe und Kirchenrechtler
- Hieron, antiker griechischer Maler
- Hieron, attischer Töpfer
- Hieron, griechischer Koroplast
- Hieron I. von Syrakus († 466 v. Chr.), Tyrann von Gela und Syrakus
- Hieron II. von Syrakus († 215 v. Chr.), griechischer HerrscherHieron II. von Syrakus († 215 v. Chr.)

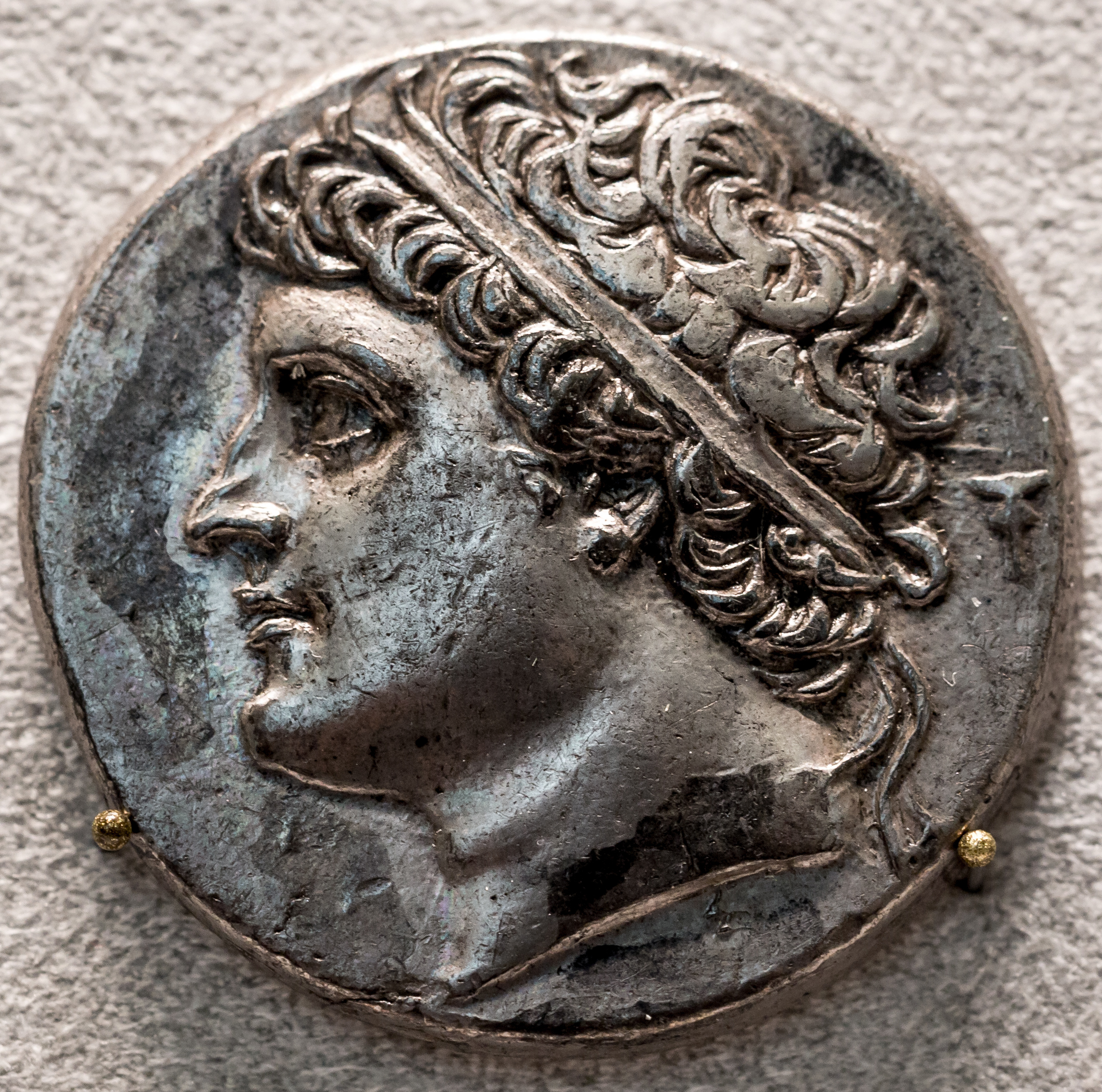
Hieron II. von Syrakus († 215 v. Chr.)

- Hieronimus, Ekkehard (1926–1998), deutscher Pastor und Autor
- Hieronimus, Fabian (* 1972), deutscher Schwimmer
- Hieronimus, Harro (* 1956), deutscher Sachbuchautor
- Hieronimus, Hermann (* 1937), deutscher Fußballspieler
- Hieronimus, Johannes (1905–1977), deutscher Bürgermeister und Landrat
- Hieronimus, Otto (1879–1922), deutsch-österreichischer Automobilkonstrukteur und -rennfahrer
- Hieronymi, Georg (1914–1993), deutscher Maler und Bildhauer in Oberursel (Taunus)
- Hieronymi, Johann (1646–1705), deutscher Mediziner
- Hieronymi, Károly (1836–1911), ungarischer Politiker, Ingenieur und Minister
- Hieronymi, Leonhard (* 1987), deutscher Schriftsteller
- Hieronymi, Robert Philipp (1868–1950), deutscher Maler und Gemälde-Restaurator
- Hieronymi, Ruth (1947–2025), deutsche Politikerin (CDU), MdL, MdEP
- Hieronymi, Wilhelm (1809–1884), deutscher Theologe und Pfarrer
- Hieronymos, griechischer Bildhauer
- Hieronymos II. (* 1938), griechischer Geistlicher, Erzbischof von Athen und Oberhaupt der griechisch-orthodoxen Kirche
- Hieronymos von Kardia, antiker griechischer Geschichtsschreiber
- Hieronymus († 1062), Bischof von Breslau
- Hieronymus († 420), Kirchenvater, Heiliger, Gelehrter und Theologe der alten KircheHieronymus († 420)

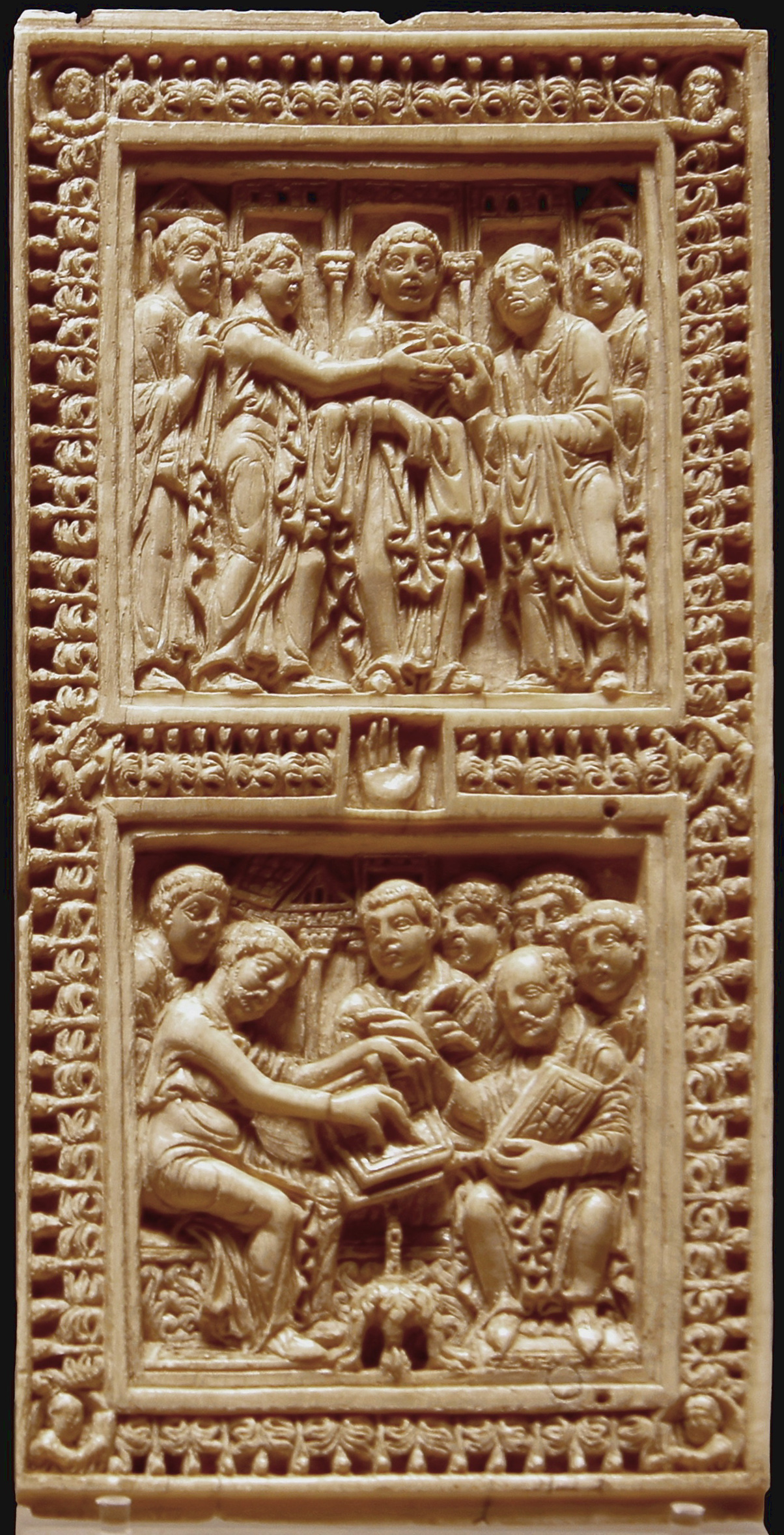
Hieronymus († 420)

- Hieronymus de Moravia, Dominikaner und Musiktheoretiker des Mittelalters
- Hieronymus Lauretus (1506–1571), Mönch der Benediktiner
- Hieronymus Łoski, unehelicher Sohn des Herzogs Konrad III. von Masowien
- Hieronymus von Prag († 1416), böhmischer Gelehrter und Mitbegründer der hussitischen Bewegung
- Hieronymus, Frank (1930–2022), Schweizer Bibliothekar und Klassischer Philologe
- Hieronymus, Friedrich (* 1955), deutscher Motorrad-Geländefahrer
- Hieronymus, Georg Hans Emmo Wolfgang (1846–1921), deutscher Botaniker
- Hieronymus, Haimo (* 1969), deutscher Künstler und Schriftsteller
- Hieronymus, Hans (* 1902), deutscher Motorradrennfahrer
- Hieronymus, Holger (* 1959), deutscher Fußballspieler und -funktionär
- Hieronymus, Thomas Galen (1895–1988), US-amerikanischer Alternativmediziner
- Hierotheos, byzantinischer Mönch
- Hierotheos, orthodoxer Mönch und Missionsbischof in Ungarn
- Hierro del Real, José (1922–2002), spanischer Dichter
- Hierro López, Luis (* 1947), uruguayischer Politiker
- Hierro, Fernando (* 1968), spanischer FußballspielerFernando Hierro (* 1968)

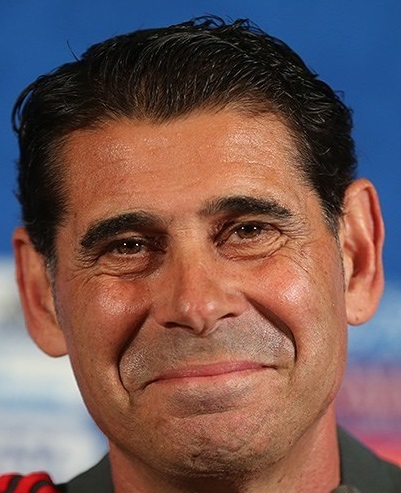
Fernando Hierro (* 1968)

- Hierro, Ignacio (* 1978), mexikanischer Fußballspieler
- Hierro, José del (1864–1933), spanischer Geiger, Musikpädagoge und Komponist
- Hierro, Luis, uruguayischer Politiker
- Hiersche, Claudia (* 1977), deutsche Moderatorin und Schauspielerin
- Hiersche, Rolf (1924–1996), deutscher Sprachwissenschaftler und Indogermanist
- Hiersemann, Alexandra (* 1960), deutsche Rechtsanwältin und Politikerin (SPD)
- Hiersemann, Anton (1891–1969), deutscher Verleger
- Hiersemann, Fritz (1930–1996), deutscher Politiker (SPD)
- Hiersemann, Karl Wilhelm (1854–1928), deutscher Antiquar und Verleger
- Hiersemann, Karl-Heinz (1944–1998), deutscher Politiker (SPD), MdL
- Hiersemenzel, Helga Karin (1943–2023), deutsche Politikerin (FDP), MdL
- Hiersemenzel, Karl Christian Eduard (1825–1869), deutscher Jurist
- Hiersig, Heinz Max (1915–2005), deutscher Maschinenbauingenieur und Stifter
- Hierta, Lars Johan (1801–1872), Verleger und Politiker
- Hiertz, Emile (1857–1919), luxemburgischer Chemiker, Hüttenmann und Pionier der Hochofentechnologie
- Hiery, Hermann Joseph (* 1957), deutscher Historiker für Neueste Geschichte und Ostasienforscher
- Hierzegger, Pia (* 1972), österreichische Schauspielerin, Autorin und RegisseurinPia Hierzegger (* 1972)

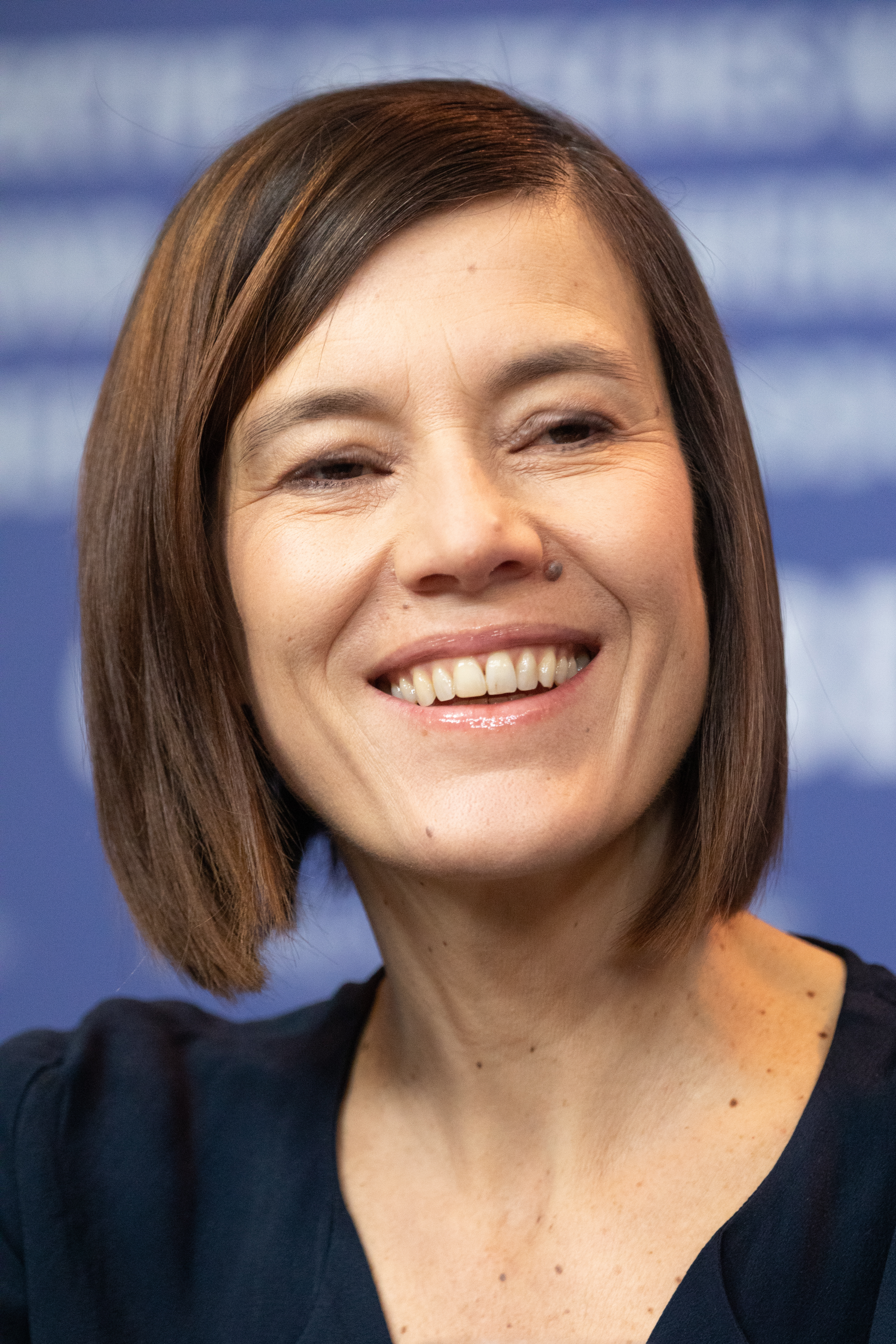
Pia Hierzegger (* 1972)

- Hierzenberger, Gottfried (* 1937), österreichischer katholischer Theologe und Autor

### Hies
- Hies, Christine (* 1950), österreichische Politikerin (SPÖ), Landtagsabgeordnete, Mitglied des Bundesrates
- Hiese, Bertram (* 1960), deutscher Synchronsprecher und Schauspieler
- Hiesel, Franz (1921–1996), österreichischer Schriftsteller, Hörspielautor und Dramaturg
- Hiesel, Gerhard (1941–2023), österreichischer Klassischer Archäologe
- Hiesel, Walter (* 1944), österreichischer Fußballspieler
- Hieser, Otto (1850–1892), österreichischer Architekt
- Hiesgen, Hermann (1912–1978), deutscher Schauspieler
- Hiesinger, Bernhard (* 1947), deutscher Ruderer
- Hiesinger, Harald (* 1964), deutscher Geologe und Hochschullehrer
- Hiesinger, Heinrich (* 1960), deutscher Wirtschaftsmanager
- Hiesl, Angie (* 1954), deutsche Performance- und Installations-Künstlerin, Choreographin und Regisseurin
- Hiesl, Franz (* 1952), österreichischer Politiker (ÖVP); Landesrat in Oberösterreich
- Hiesleitner-Singer, Emmy (1884–1980), österreichische Grafikerin und Malerin
- Hiesmair, Johanna (* 2005), österreichische Tennisspielerin
- Hiesmayr, Ernst (1920–2006), österreichischer Architekt
- Hiesmayr, Herbert (1940–2016), österreichischer Kunsterzieher, Maler, Autor und Heimatforscher
- Hiess, Arnold (* 1989), österreichischer Autor historischer Romane
- Hieß, Franz (1641–1675), österreichischer Steinmetzmeister und Bildhauer des Barock
- Hieß, Friedrich (* 1954), österreichischer Fußballspieler
- Hieß, Josef (1904–1973), österreichischer Lehrer, Schriftsteller und NS-Propagandist
- Hiesserer, Boris Nikolaus (* 1961), deutscher Musiker und Künstler
- Hiesserer, Dieter (1939–2023), deutscher Künstler
- Hiessl, Rudolf (* 1949), österreichischer Politiker (ÖVP), Landtagsabgeordneter, Mitglied des Bundesrates
- Hießleitner, Günther (1955–2021), deutscher Schriftsteller und Sozialpädagoge
- Hiestand, Alfred (* 1943), Schweizer Unternehmer
- Hiestand, Andreas (* 1963), Schweizer Bahnradsportler
- Hiestand, Edgar W. (1888–1970), US-amerikanischer Politiker
- Hiestand, Ernst (1935–2021), schweizerischer Grafiker und Grafikdesigner
- Hiestand, Eugen (1901–1940), Schweizer römisch-katholischer Geistlicher, Benediktiner und Märtyrer
- Hiestand, John Andrew (1824–1890), US-amerikanischer Politiker
- Hiestand, Rudolf (1933–2023), schweizerisch-deutscher Historiker und Diplomatiker
- Hiestand, Ursula (* 1936), schweizerische Grafikerin und Grafikdesignerin
- Hiester, Daniel (1747–1804), britisch-amerikanischer Politiker
- Hiester, Daniel (1774–1834), britisch-amerikanischer Politiker
- Hiester, Isaac Ellmaker (1824–1871), US-amerikanischer Politiker
- Hiester, John (1745–1821), US-amerikanischer Politiker
- Hiester, Joseph (1752–1832), US-amerikanischer Politiker
- Hiester, William (1790–1853), US-amerikanischer Politiker
- Hiester, William Muhlenberg (1818–1878), US-amerikanischer Militär und Politiker
- Hiestermann, Hans-Otto (* 1949), deutscher Fußballspieler

### Hiet
- Hietala, Kalervo (* 1938), finnischer Eisschnellläufer
- Hietala, Lia (* 1993), schwedische Filmregisseurin und Drehbuchautorin
- Hietala, Marco (* 1966), finnischer Bassist und SängerMarco Hietala (* 1966)

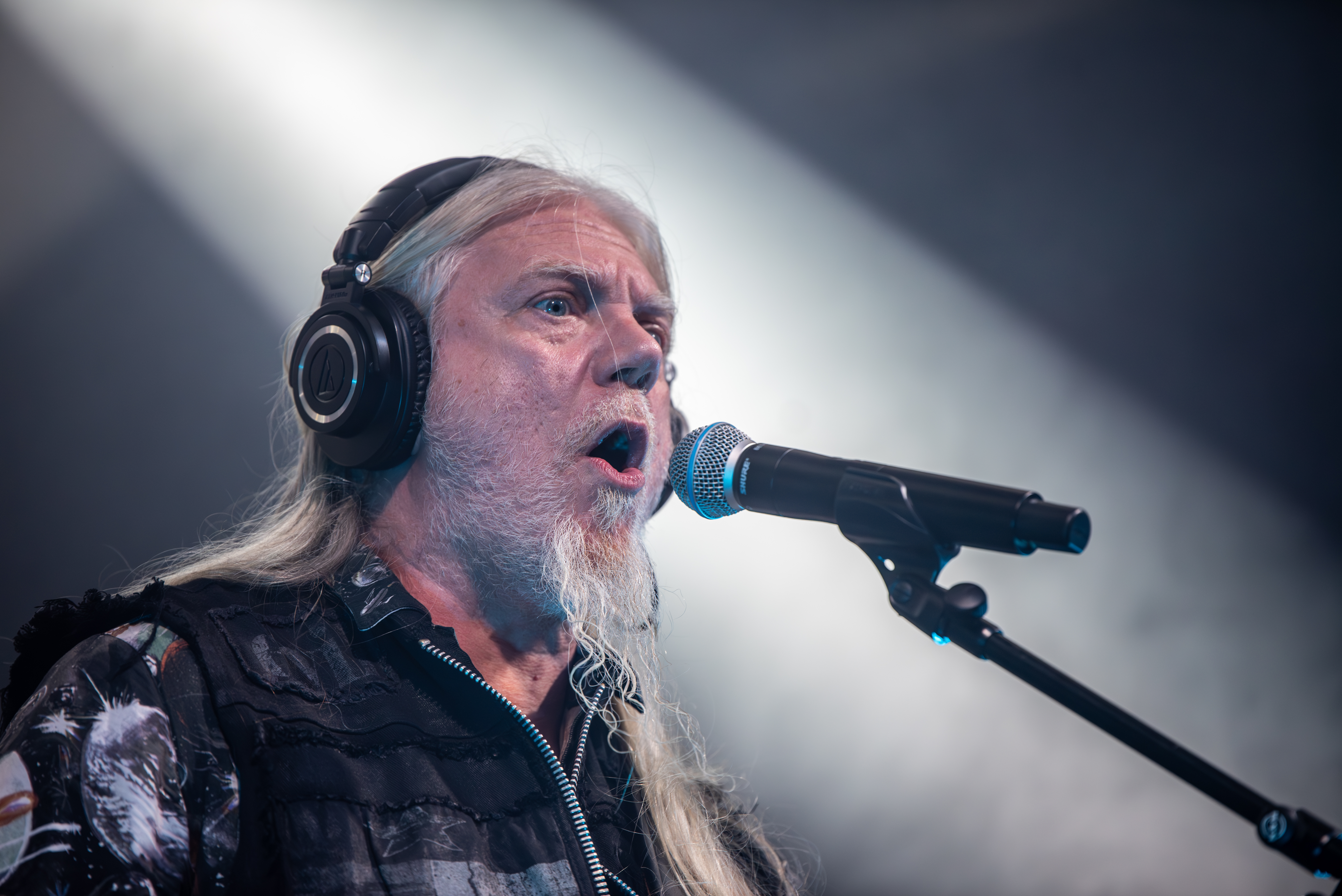
Marco Hietala (* 1966)

- Hietala, Mari (* 1969), finnische Skilangläuferin
- Hietala, Raimo (* 1946), finnischer Eisschnellläufer
- Hietala, Timo (* 1960), finnischer Komponist
- Hietala, Ukko (1904–1990), finnischer Moderner Fünfkämpfer
- Hietalahti, Vesa (* 1969), finnischer Biathlet
- Hietamäki, Elina (* 1976), finnische Skilangläuferin
- Hietamäki, Karri (* 1969), finnischer Skilangläufer
- Hietamies, Heikki (* 1933), finnischer Schriftsteller, Journalist, Moderator und Komiker
- Hietamies, Mirja (1931–2013), finnische Skilangläuferin
- Hietanen, Janne (* 1978), finnischer Fußballspieler
- Hietanen, Juuso (* 1985), finnischer Eishockeyspieler
- Hietanen, Miika (* 1968), finnischer Radrennfahrer
- Hietanen, Mikko (1911–1999), finnischer Marathonläufer
- Hietanen, Pentti (* 1937), finnischer Jazzmusiker (Piano)
- Hietanen, Yrjö (1927–2011), finnischer Kanute und Olympiasieger
- Hietaniemi, Rami (* 1982), finnischer Ringer
- Hietaranta, Laura (* 2004), finnische Tennisspielerin
- Hietel-Heuer, Sandra (* 1981), deutsche Politikerin (CDU), MdL
- Hietl, Franz (* 1931), österreichischer Weinbauer und Politiker (ÖVP), Abgeordneter zum Nationalrat
- Hiett, Jessie (1874–1962), neuseeländische Abstinenzlerin, Präsidentin der Women’s Christian Temperance Union of New Zealand
- Hietz, Mathias (1923–1996), österreichischer Bildhauer
- Hietzig, Joachim (1919–2012), deutscher Unternehmer, Gründer der Internationalen Messe- und Ausstellungs Gesellschaft mbH
- Hietzinger, Karl Bernhard von (1786–1864), österreichischer Verwaltungsbeamter

### Hiez
- Hiez, Johann (1869–1936), österreichischer Politiker (CSP), Landtagsabgeordneter